# Friese Veen
Het Friese Veen (soms: Friesche Veen of Friescheveen) is een veenplas. Het is het Drentse deel van het Neerwold en ligt ten zuiden van het Groningse Paterswoldsemeer. Het natuurgebied heeft een oppervlakte van 78 hectare en ligt 1 kilometer ten noorden van Paterswolde. Sinds 1985 is het eigendom van Natuurmonumenten, net als het aanliggende landgoed Vennebroek.
Behalve uit open water bestaat het laagveengebied uit moerasbos, rietvelden en dijkjes. Het landschap kreeg vorm door de veenafgraving die er vanaf ca 1750 plaatsvond. Wat na de turfwinning overbleef waren petgaten en legakkers. De legakkers werden aanvankelijk als hooiland of voor beweiding gebruikt. Later zijn ze, behalve in het noordelijke gedeelte, door erosie verdwenen waardoor de veenplas ontstond.

## Vuilstort
De legakkers van het Friese Veen raakten, toen ze niet meer door boeren benut werden, sterk begroeid met bomen die door de zachte veengrond gemakkelijk omwaaiden en het veen wegspoelde. De zo ontstane watervlakte bedreigde bij harde wind de dijk van Oosterland. Ter beveiliging werd daarom aan de oostzijde vanaf 1900 op grote schaal afval uit de stad Groningen gestort om als golfbreker te dienen. De schepen met stadsvuil voeren via het Noord-Willemskanaal en de Schipsloot ten zuiden van de Meerweg, die eerder was gebruikt voor de afvoer van turf. Tot 1930 is deze stort voortgezet, zij het in steeds mindere mate. In het gebied zijn onder andere cokesslakken en huis- en grofvuil gestort. De  stortplaats wordt vanwege de vele aan de oppervlakte liggende metaalresten in de volksmond 'Het Blik' genoemd. 

## Dijk
Het gebied langs de dijk is dicht begroeid, het is een wildernis van els, varens, braam en kamperfoelie. Zaden van verschillende planten in het stortvuil zorgden voor de komst van onder andere kruisbes, framboos, wijnruit wingerd, sering en zoete kers. Het pad op de dijk gaf de wandelaar een goede indruk van het gebied, hoewel door het dichte geboomte de plas nauwelijks zichtbaar was. Vanaf het pad kon men op een eilandje komen, waarop vroeger een zomerhuisje stond, en later een vogelkijkhut waar watervogels geobserveerd werden. Na 2021 is deze route gesloten, het pad is zo'n honderd meter verlegd en biedt nu zicht op de polder Lappenvoort. 
De dijk langs het zuiden en het oosten van het Friese Veen scheidt de plas van het Oosterland, een polder die voorheen werd drooggehouden, aanvankelijk door een Amerikaanse windmolen, later door een elektrisch gemaal. Natuurmonumenten heeft ook het Oosterland aan de natuur teruggegeven. Ook de polder Camphuis maakt deel uit van het natuurgebied.

## Reservaat
In 1907 begon boer, klompenmaker en cafébaas Thomas Visser vanuit café Frieseveen aan de Meerweg met de verhuur van roeiboten waarmee men door het Friese Veen kon varen. Later werden er ook kano's verhuurd. Het café was heel lang eigendom van de nazaten van Visser, maar moest in 2021 na ruim 100 jaar de deuren sluiten. Op het water zijn varen en vissen sindsdien niet meer toegestaan. Het wandelpad over de dijk werd afgesloten net als de vogelkijkhut. In het gebied zijn sindsdien onder meer bever, boommarter, otter en de zeearend gesignaleerd. In 2024 heeft Natuurmonumenten daarom besloten het gehele natuurgebied als kwetsbaar rustgebied aan te wijzen en geen enkele recreatieve activiteit meer toe te staan.

## Afbeeldingen

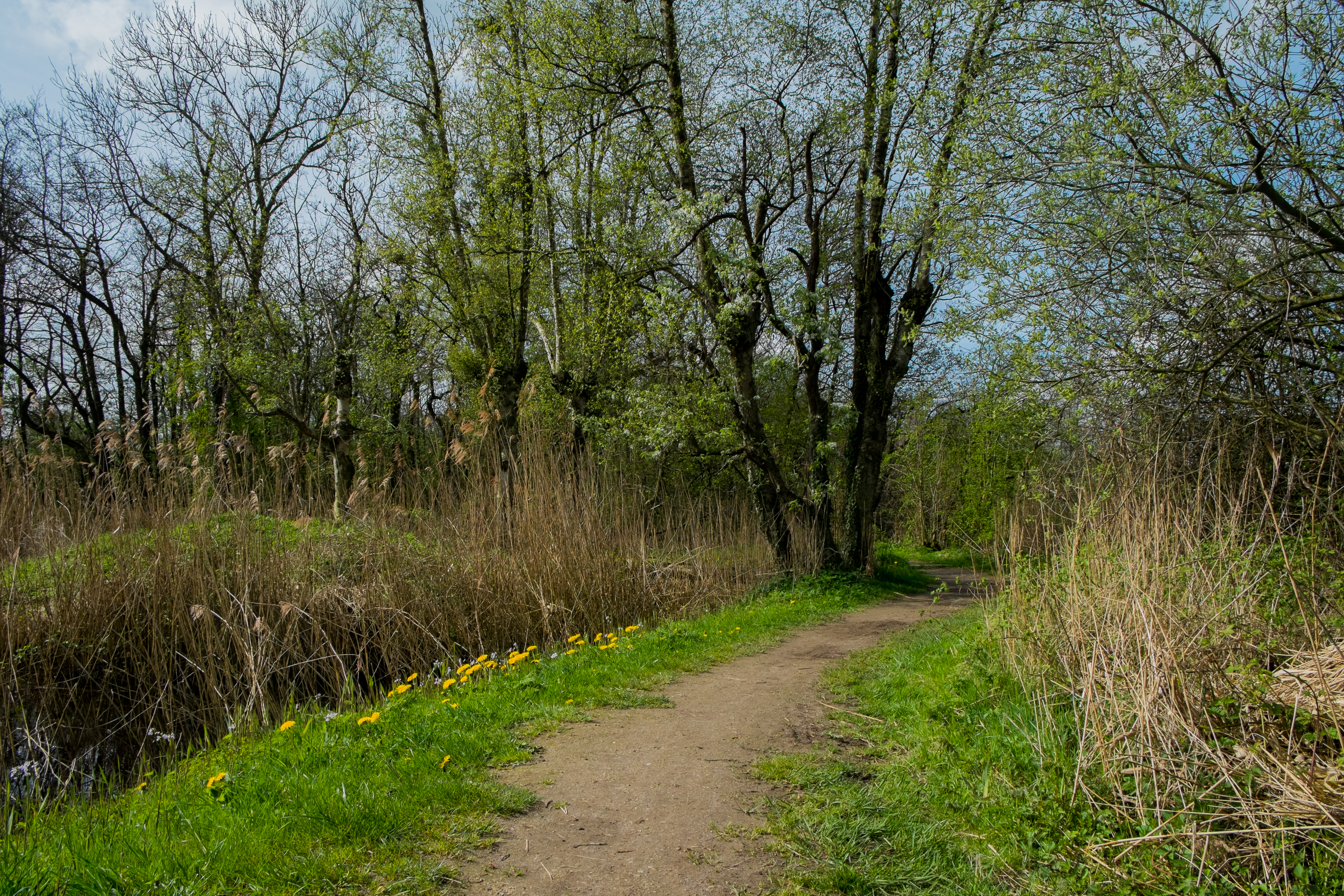
Pad over de dijk langs de oostzijde (Het Blik)
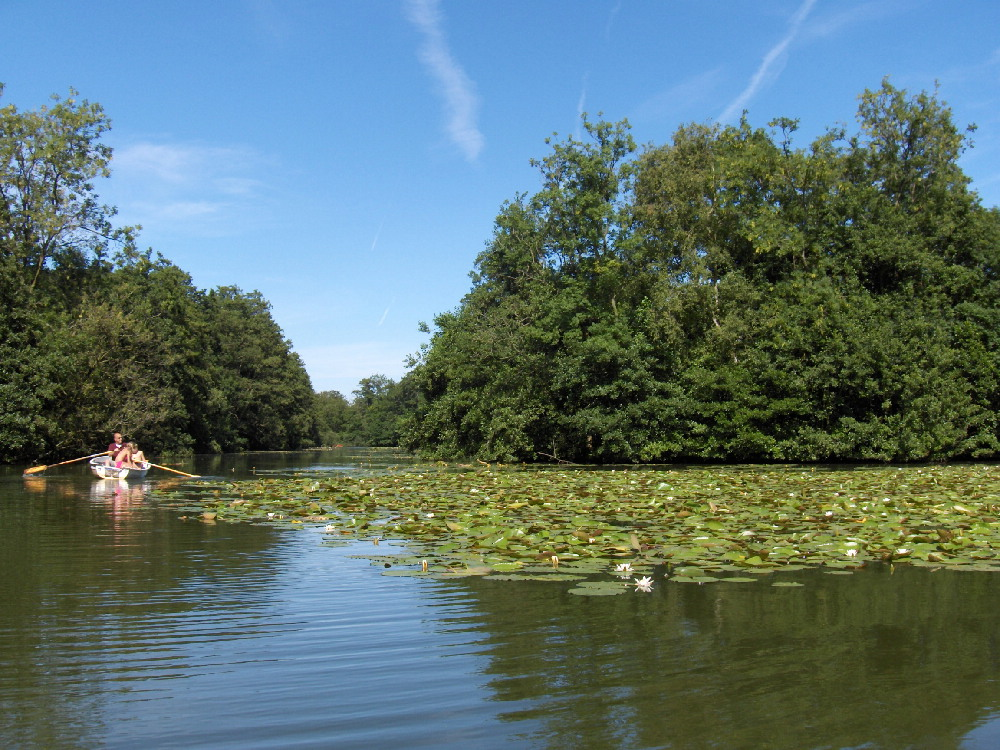
Friese Veen toen roeien nog was toegestaan
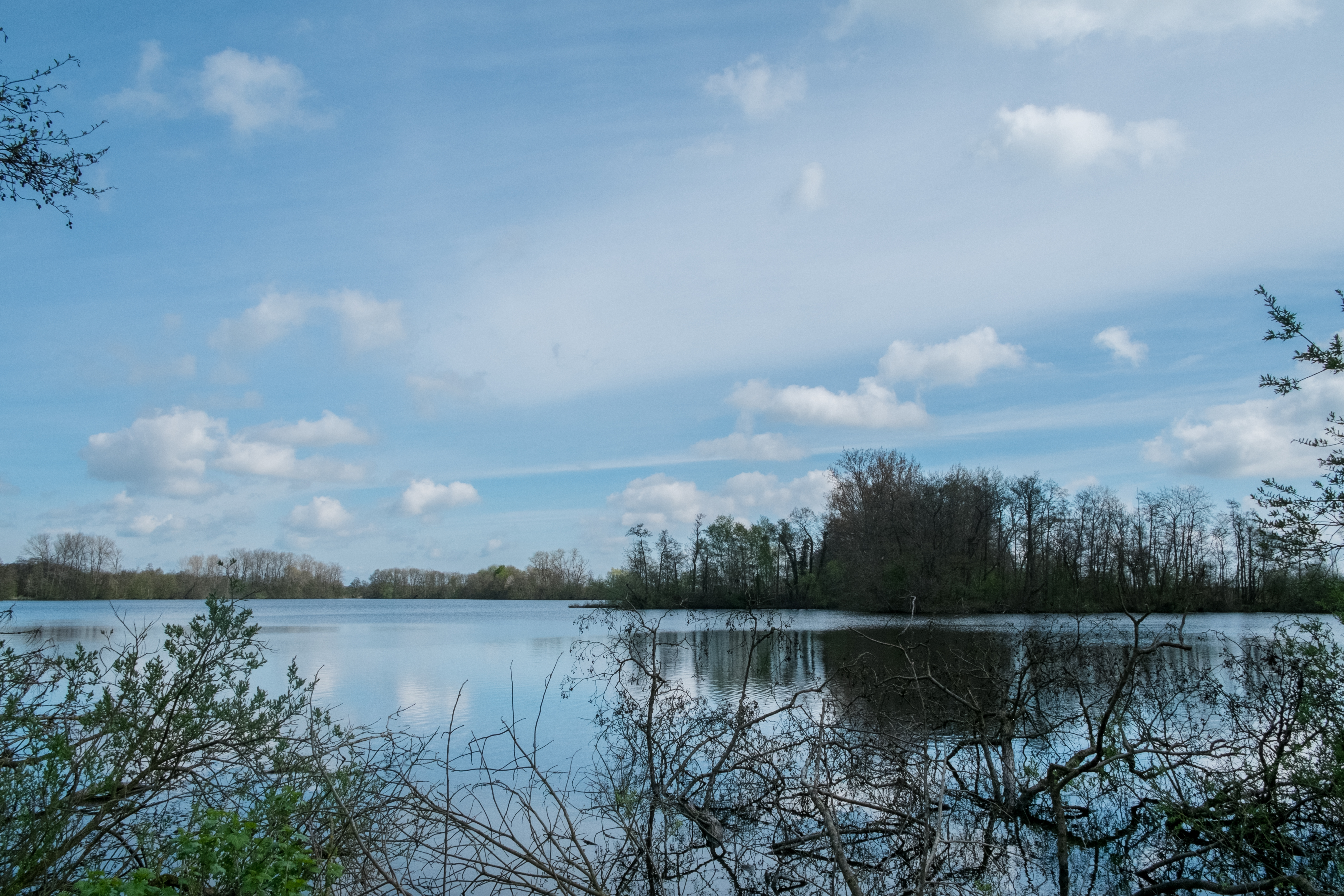
Gezicht op de zuidzijde